# Чурочкин, Иван Алексеевич
Иван Алексеевич Чурочкин (13 марта 1908, Переславский уезд, Владимирская губерния — 29 марта 1974, Василисино, Ярославская область) — разведчик 41-й отдельной гвардейской разведывательной роты 39-й гвардейской стрелковой дивизии, гвардии красноармеец, Герой Советского Союза (1944).

## Биография
Иван Алексеевич Чурочкин родился 13 марта 1908 года в деревне Каблуково в крестьянской семье. Русский.
Окончил 4 класса. Работал бригадиром путеукладчиков в посёлке Берендеево, был председателем колхоза. С 1925 по 1932 год служил в войсках НКВД. В РККА — с начала войны, с июня 1941 года.
Особенно отличился в боях за Днепр. Разведчик 41-й отдельной гвардейской разведывательной роты 39-й гвардейской стрелковой дивизии (8-я гвардейская армия, 3-й Украинский фронт) гвардии красноармеец И. А. Чурочкин в ночь на 24 октября 1943 года с группой разведчиков роты под огнём противника переправился через реку Днепр южнее города Днепропетровска, преодолел проволочные заграждения и уничтожил вражеского пулемётчика. В течение 20 часов разведчики удерживали захваченные позиции до высадки подкрепления.
Звание Героя Советского Союза присвоено 19 марта 1944 года.
Демобилизован в 1945 году. Член КПСС с 1946 года. Вернулся на родину, работал в колхозе.
Умер 26 марта 1974 года. Похоронен в посёлке Берендеево Переславского района Ярославской области.

## Награды и звания
- Герой Советского Союза[4]:
  - орден Ленина,
  - медаль «Золотая Звезда» № 3167;
- медаль «За оборону Сталинграда»[5].
- медаль «За победу над Германией в Великой Отечественной войне 1941—1945 гг.»[6];
- медали СССР.

## Комментарии
1. ↑  Деревня Каблуково при ручье Щучке[1] находилась в 13 верстах от Переславля-Залесского и относилась к Петровской волости Переславского уезда; не сохранилась[2], ныне — урочище Каблуково в городском округе Переславль-Залесский, Ярославская область[3].